# Nesciothemis farinosa
Nesciothemis farinosa är en trollsländeart som först beskrevs av W. Foerster 1898.  Nesciothemis farinosa ingår i släktet Nesciothemis och familjen segeltrollsländor. IUCN kategoriserar arten globalt som livskraftig. Inga underarter finns listade i Catalogue of Life.